# Stephanopis obtusifrons
Stephanopis obtusifrons är en spindelart som beskrevs av William Joseph Rainbow 1902. Stephanopis obtusifrons ingår i släktet Stephanopis och familjen krabbspindlar.
Artens utbredningsområde är New South Wales. Inga underarter finns listade i Catalogue of Life.